# Musée Nicéphore-Niépce
Pour les articles homonymes, voir Niépce (homonymie).
Ne doit pas être confondu avec Maison de Nicéphore Niépce.
Le musée Nicéphore-Niépce est un musée de l'histoire de la photographie. Il a ouvert ses portes en 1974. Il est labellisé Musée de France et consacré à l'inventeur de la photographie Nicéphore Niépce (1765-1833). Il se situe depuis son origine à Chalon-sur-Saône, en Saône-et-Loire (Bourgogne-Franche-Comté).

## Historique
L'histoire du musée Nicéphore Niépce débute en 1861, lorsque Jules Chevrier, président de la Société d'Histoire et d'Archéologie de Chalon-sur-Saône, récupère les collections de Nicéphore Niépce pour les conserver. Ces dernières sont conservées dans le seul musée alors existant à Chalon-sur-Saône, le musée Vivant Denon. En 1972, la ville de Chalon-sur-Saône veut créer un musée essentiellement dédié à la photographie. c'est comme ça que le musée Nicéphore-Niépce ouvre ses portes au plublic en 1974 dans un bâtiment du bord de Saône, au Port Villiers, qui fut naguère un bureau d'octroi des coches et diligences (ancien hôtel des Messageries royales). Il a été fondé autour d’une collection historique d’appareils et d’objets ayant appartenu à l’inventeur de la photographie : Nicéphore Niépce (1765-1833). Il contient aussi des photographies, appareil photo et livres, tous donné par différents donnateur.
Il est labellisé Musée de France.
Le musée Nicéphore-Niépce est dirigé par Paul Jay de sa création jusqu'en 1996. François Cheval lui succède et devient conservateur en chef jusqu'en 2016. Après 18 mois de vacance, Brigitte Maurice-Chabard lui succède en 2018 et prend la direction du musée ainsi que celui du Musée Denon.

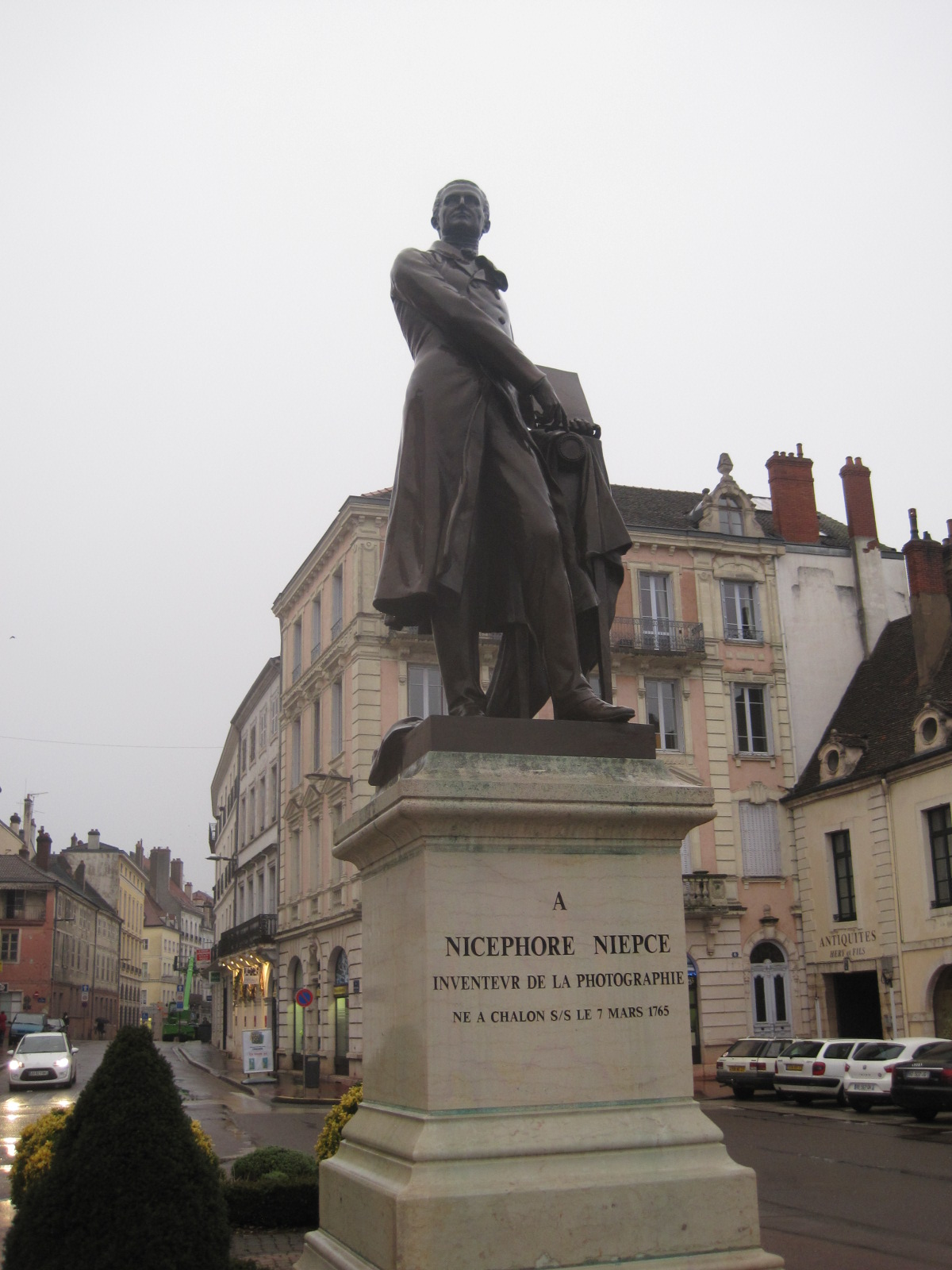
Statue de Nicéphore Niépce proche du musée.
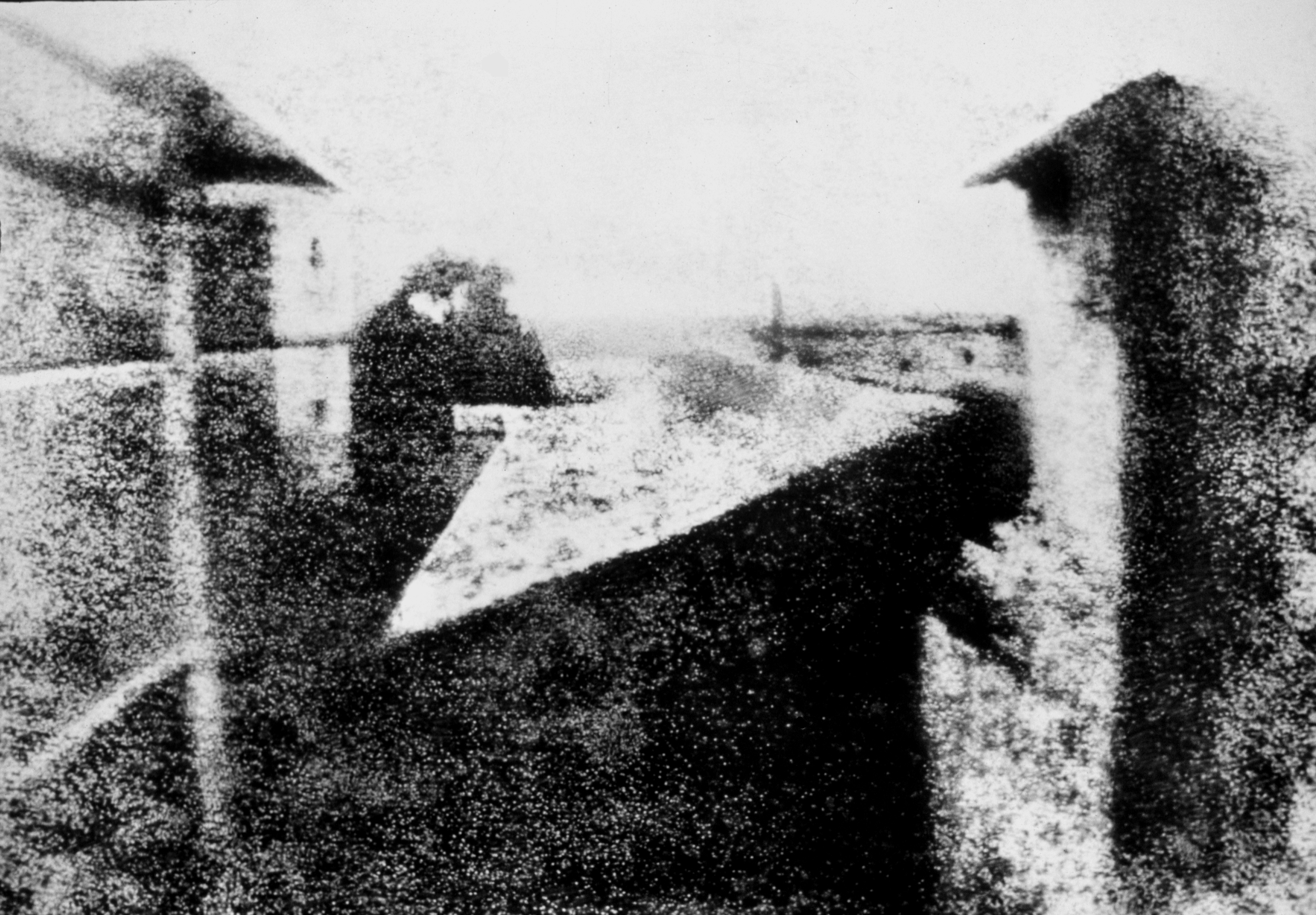
Point de vue du Gras, 1826-1827, première photographie de l'histoire de la photographie.
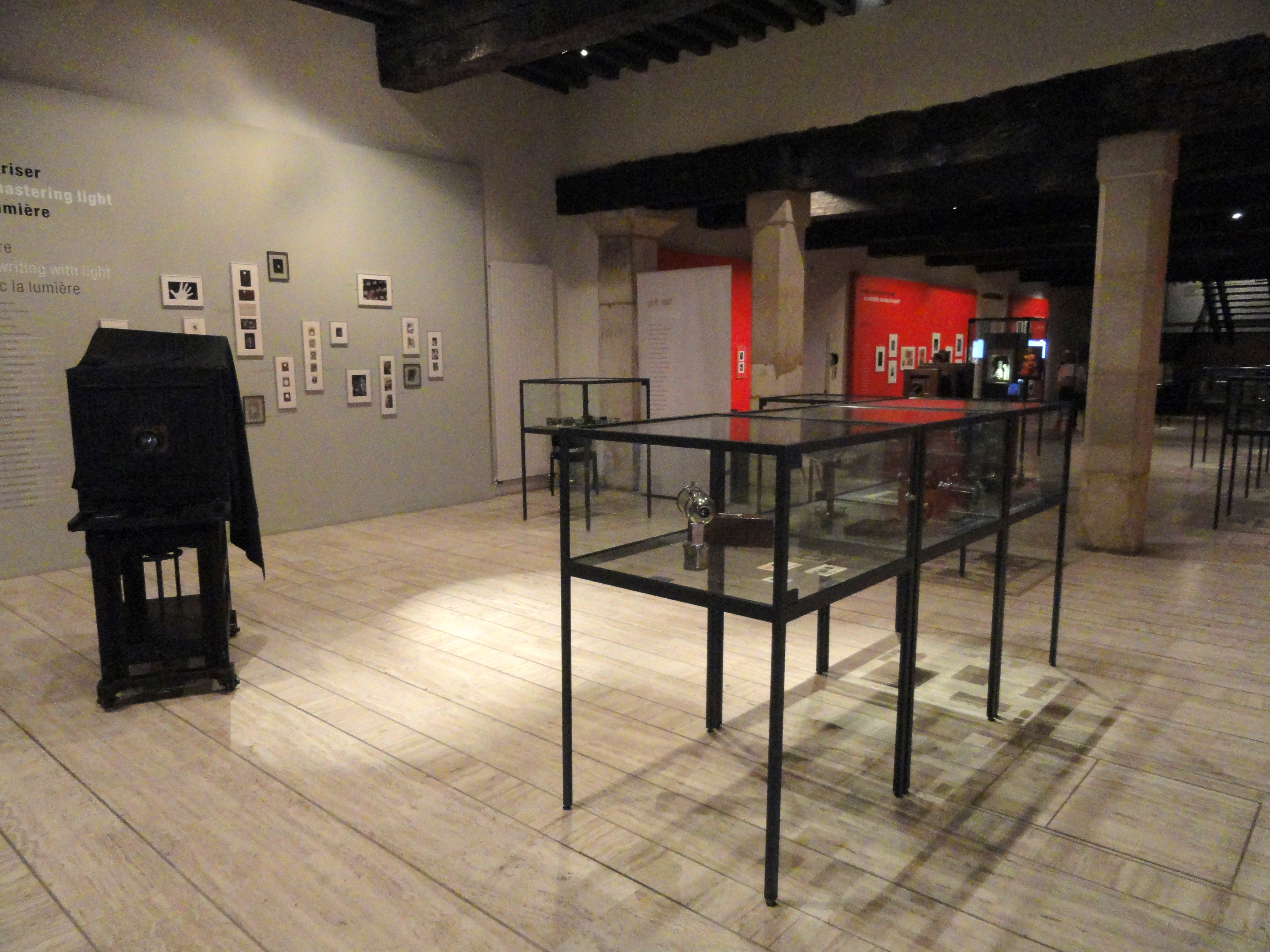
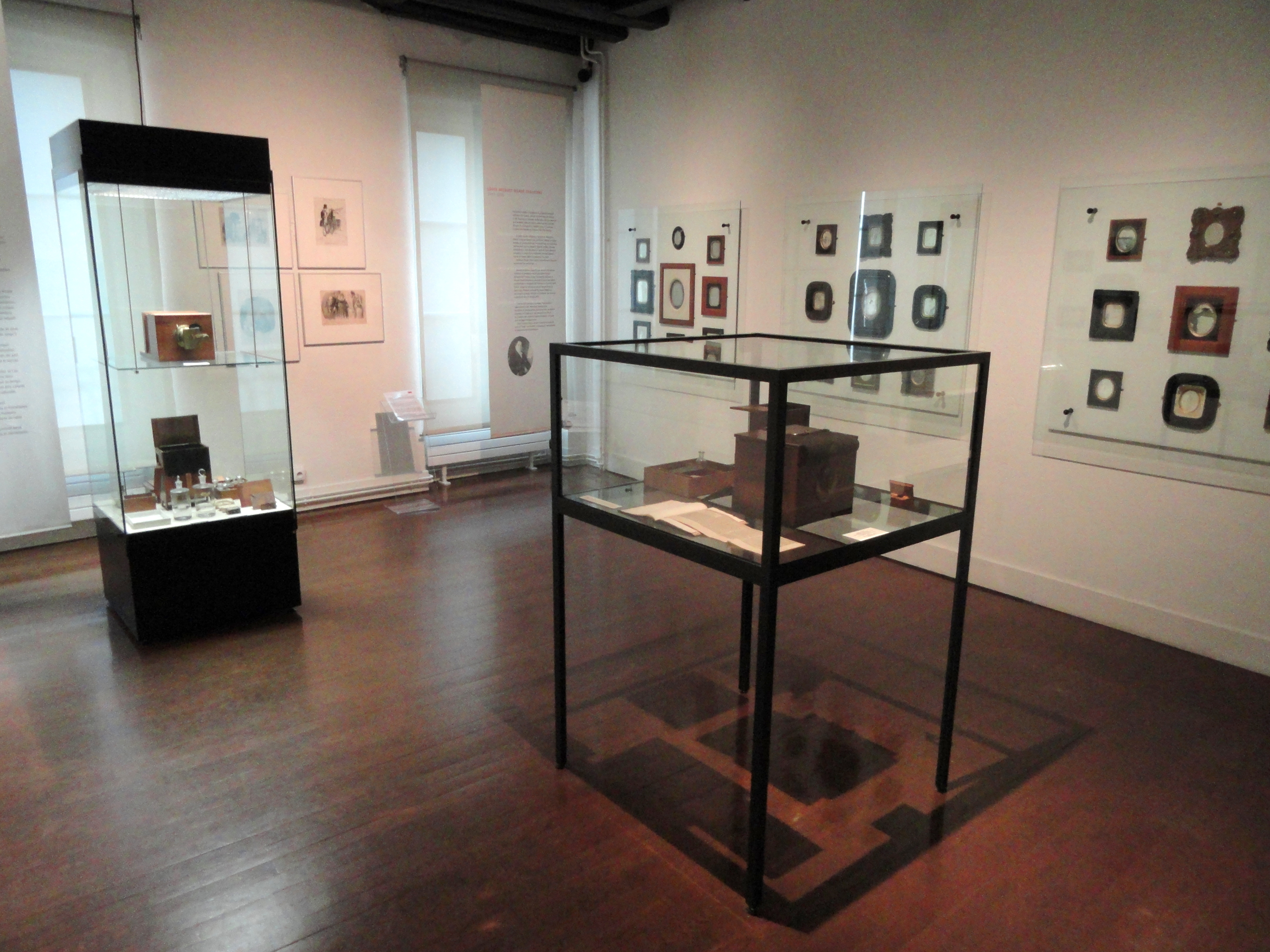
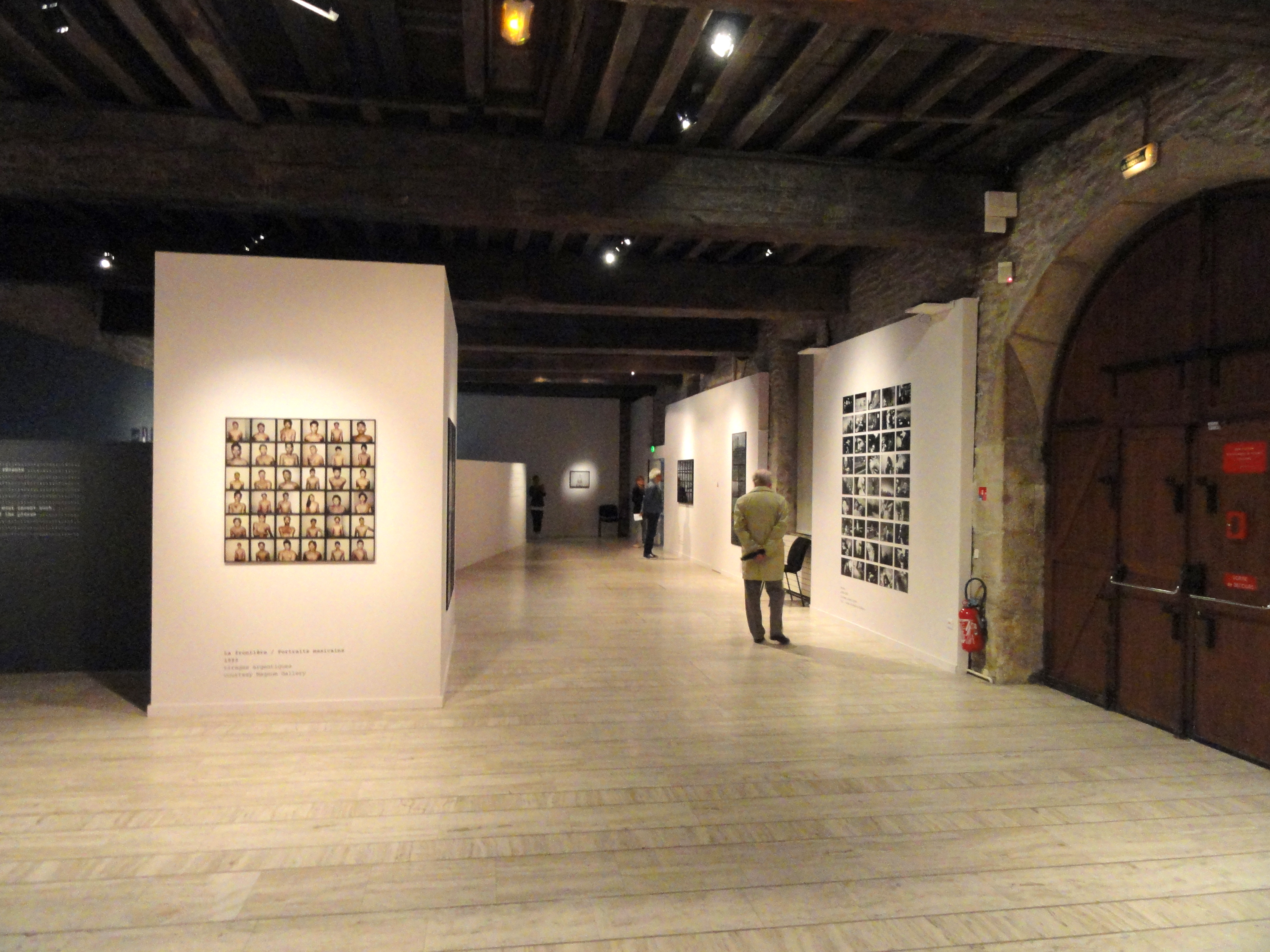
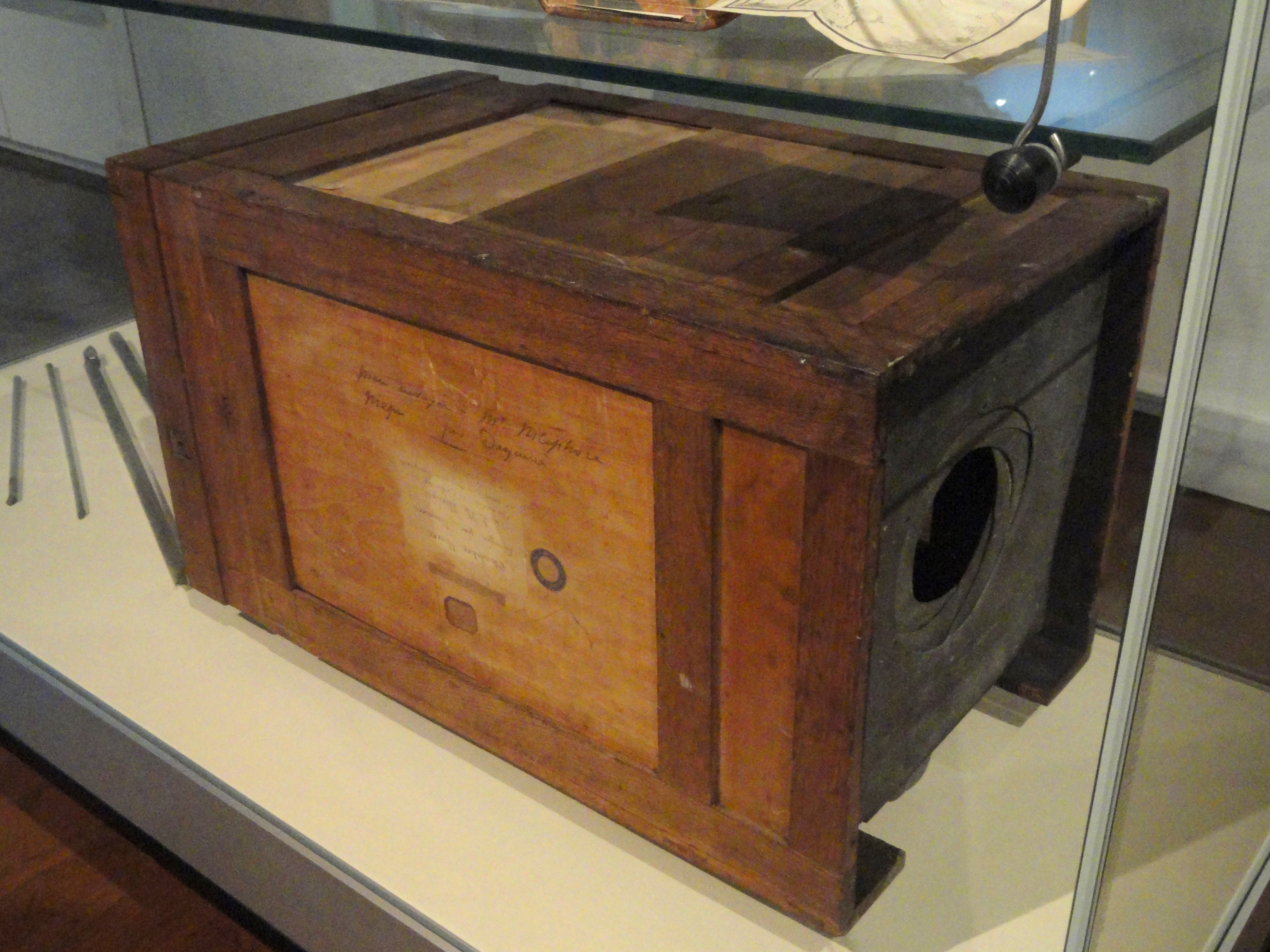
Daguerréotype de Louis Daguerre.
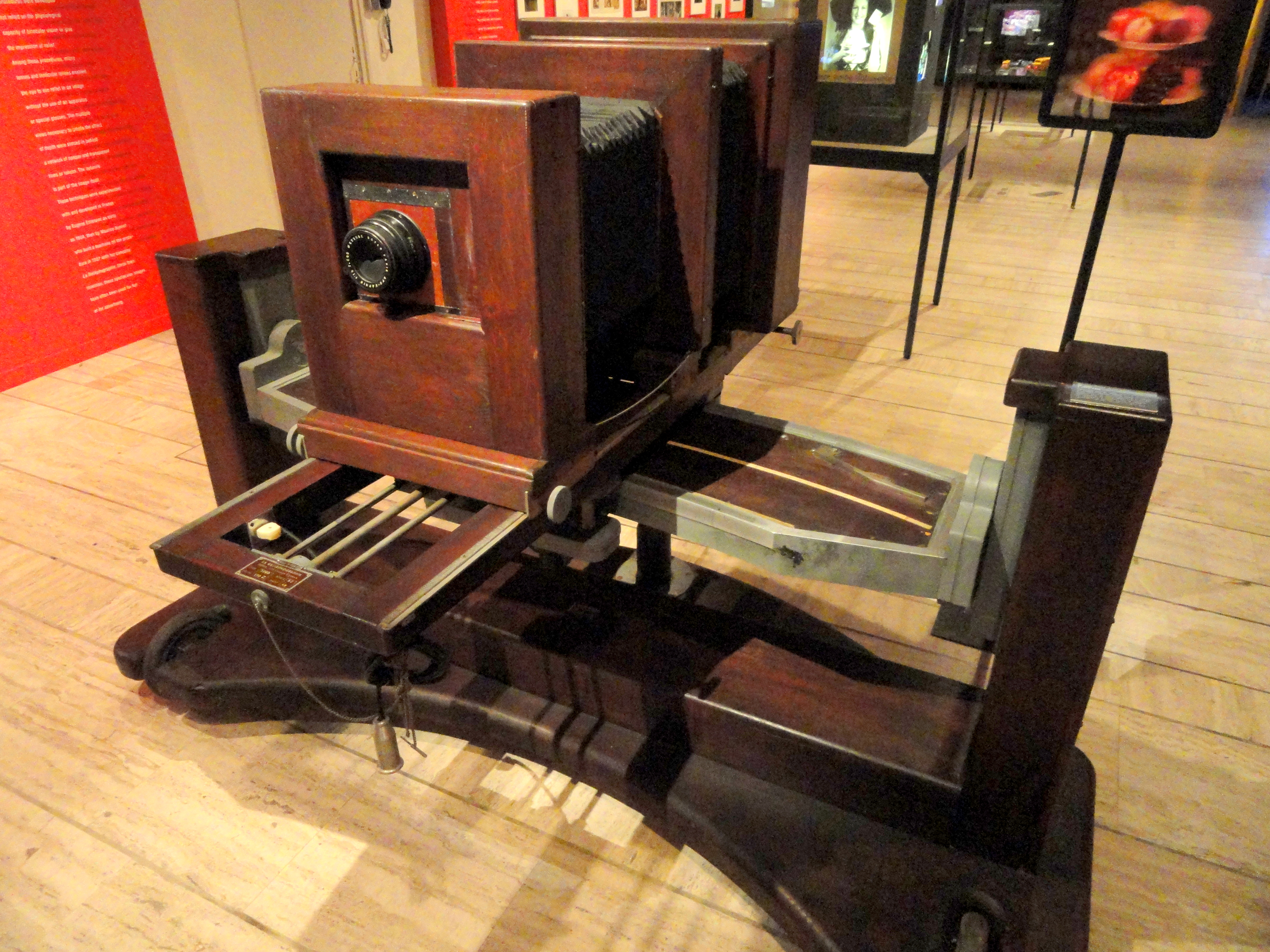
Appareil photo de Maurice Bonnet.
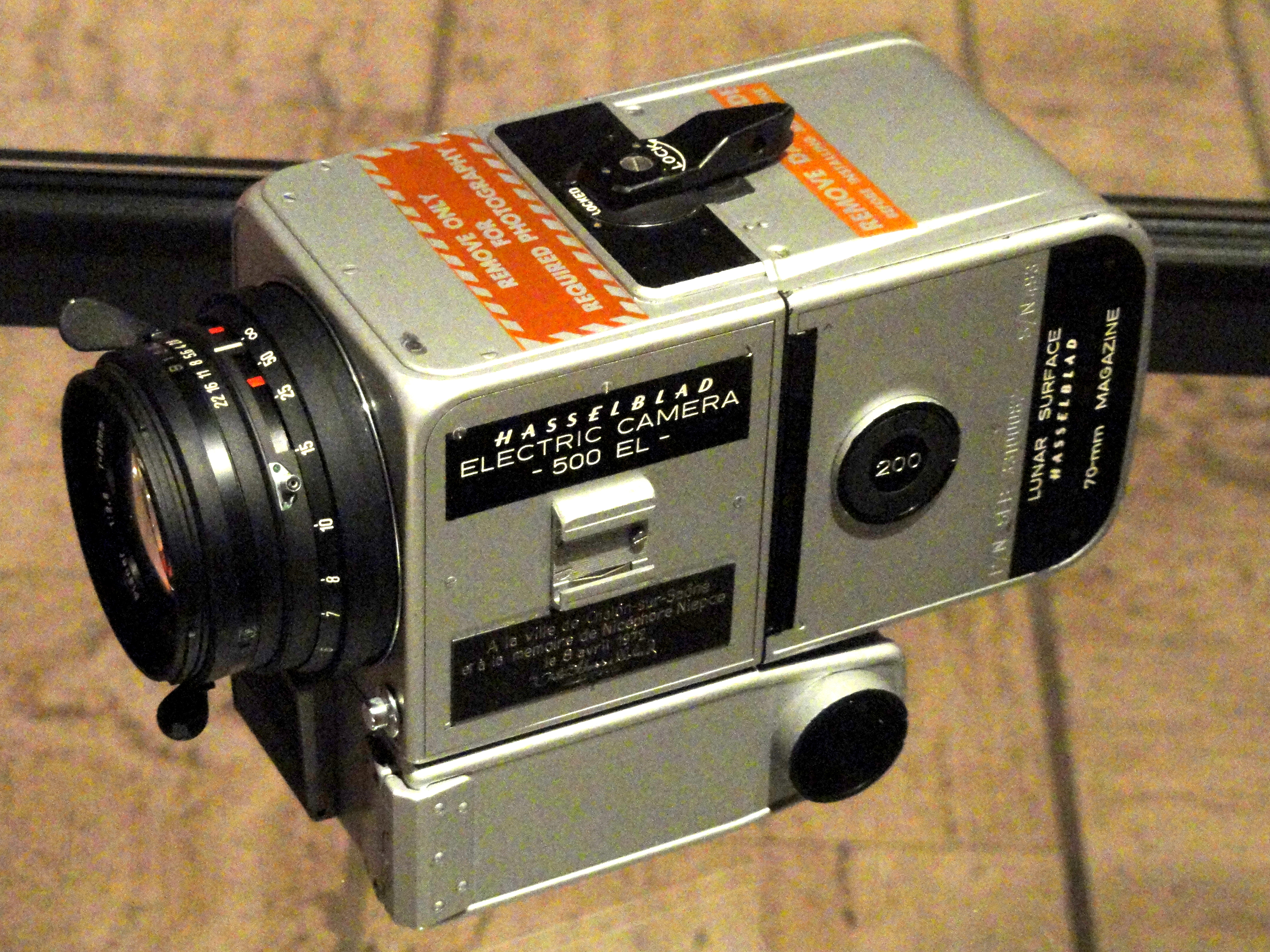
Hasselblad 500 utilisé par Apollo 11 pour photographier le premier homme sur la Lune.

## Caractéristiques
- Soutien à la création française et internationale, accueil en résidences, constitution de corpus d’œuvres capables de donner une vision complète de la carrière d’un artiste, production de tirages sous la direction des photographes, d’ouvrir ses collections à une réflexion sur le monde, et sur le médium photographique, à travers l’œil d’expert des artistes[2].
- Près de quatre millions d'images (tous procédés photographiques), des images des XIXe et XXe siècles, plus d'un million de négatifs du fonds Combier[3].
- Plus de 1 500 appareils photographiques dont les cinq premiers appareils du monde
- Plus de 10 000 ouvrages en tout genres (journaux, revues, livres) en rapport avec la photographie
- des expositions temporaires de photographes anciens et contemporains.
- des expositions permanentes
- le tout reparti sur 1 300 m2